# Радишево
Ра̀дишево е село в Северна България. То се намира в община Плевен, област Плевен, на около 5 километра от центъра на самия град. Близо е до парк Кайлъка. Близки село  до него са село Тученица, село Бохот и на 14 км. село Пелишат. 

## История

### Паметници
| Паметник на             | В памет на                                                                   | Изображения | Изображения | Изображения |
| ----------------------- | ---------------------------------------------------------------------------- | ----------- | ----------- | ----------- |
| 124 Воронежки полк      | щабс-капитан Гордиенко поручик Синдоровский поручик Скарупа и 119 нисши чина |             |             |             |
| 16 артилерийска бригада | капитан Грабчинский 17 нисши чина                                            |             |             |             |

1. ↑  www.grao.bg